# Linia kolejowa Dolní Lipka – Hanušovice
Linia kolejowa nr 025 – linia kolejowa w Czechach, biegnąca przez kraj ołomuniecki oraz pardubicki, od Hanušovic do Dolnej Lipki.